# World War II GI
World War II GI (ou WWII GI) est un jeu vidéo de tir à la première personne développé par TNT Team et édité par GT Interactive Software, sorti en 1999 sur DOS et Windows.
Le joueur contrôle le caporal Gerardi, GI de la 101e division aéroportée.

## Accueil
- GamePro : 3,5/5[1]
- IGN : 3,2/10[2]